# David Musuguri
David Bugozi Musuguri, né le 4 janvier 1920 à Butiama (Tanganyika) et mort le 29 octobre 2024 à Mwanza (Tanzanie), est un militaire tanzanien, chef des Forces de défense du peuple tanzanien de 1980 à 1988.

## Biographie
David Musuguri naît le 4 janvier 1920 à Butiama. En 1938, il subit le bhakisero, un rite de passage traditionnel pour les hommes Zanaki (en) impliquant le limage des incisives supérieures en forme triangulaire. Il est probablement analphabète.
En 1942, Musugiri s'enrôle comme soldat dans les King's African Rifles. Il sert plus tard avec le KAR lors de la bataille de Madagascar. En 1947, il est sergent instructeur à Nairobi, au Kenya. C'est là qu'il rencontre Idi Amin Dada, qui est l'un de ses élèves. En 1957, l'administration britannique crée le grade d'effendi dans le KAR, le plus haut grade accessible aux Africains noirs ; Musuguri y est promu. En décembre 1961, le Tanganyika devient un État souverain et plusieurs unités du KAR sont transférées aux Tanganyika Rifles (en) nouvellement formés. En 1962, Musuguri est lieutenant, le grade d'effendi ayant été supprimé. Au cours de la mutinerie des Tanganyika Rifles de janvier 1964, Musuguri est stationné à Tabora. Les troupes rebelles, tentant de retirer et de remplacer leurs officiers britanniques, le nomment major.
Musuguri atteint le grade de brigadier en 1978. Début 1979, il est promu général de division et reçoit le commandement de la 20e division des Forces de défense du peuple tanzanien (TPDF), une armée rassemblée pour envahir l'Ouganda après le déclenchement de la guerre ougando-tanzanienne en 1978. Pendant la guerre, il reçoit le nom de guerre « Général Mutukula » et commande lors des batailles de Simba Hills (en), Masaka et Lukaya, ainsi que l'opération Dada Idi (en).  Au cours du conflit, il prend en charge plus d'une douzaine d'orphelins ougandais dont il supervise les soins jusqu'à ce qu'ils puissent être remis à des membres de leur famille.
Début novembre 1980, Musuguri est nommé à la tête du TPDF. Il retourne en Tanzanie la semaine suivante pour occuper son nouveau poste. Le 30 décembre, le président Julius Nyerere le promeut lieutenant général. Le 7 février 1981, le président ougandais Milton Obote donne à Musuguri deux lances en l'honneur de « son action vaillante dans la bataille de Lukaya ». Au cours de son mandat, il est accusé d'encourager le favoritisme ethnique dans les forces armées.  Il est opposé au retrait des troupes tanzaniennes d'Ouganda en 1981 au motif que le pays n'a pas encore construit une force armée fiable, mais Nyerere le lui impose. Il prend sa retraite le 31 août 1988.
Après sa retraite, Musuguri déménage à Butiama,. En 2002, il soutient la création d'une fédération est-africaine entre la Tanzanie, l'Ouganda et le Kenya. En 2014, il reçoit l'Ordre de l'Union de troisième classe des mains du président Jakaya Kikwete. Le 4 janvier 2020, il fête ses 100 ans.